# Надежда Драгова
Надежда Драгова е български филолог, писател, драматург и културолог, професор по възрожденска литература и старши научен сътрудник по балканистика.

## Биография
Родена е на 18 февруари 1931 г. в град Раднево. Племенница е на поетесата Магда Петканова. През 1952 г. завършва Софийския университет, специалност „Българска филология“. През 1971 г. е сред основателите на Висшия педагогически институт в Шумен. От 1988 до 1992 г. е научен ръководител на Научния център „Преславска книжовна школа“. Била е асистент на академика Петър Динеков в областта на фолклор, старобългарска и българска възрожденска литература.
Автор е на пиеси. Като драматург работи в творчески тандем със съпруга си Първан Стефанов. Техни пиеси са „Има бог Перун“ (1963, известна също като „Единадесетата заповед“ и „Еретици“), „Между два изстрела“ (1967), „Хлеб наш насущний“, „Светът от майка е роден“ и „На война като на война“ (1972). Написва драмата „Жарава“. С Първан Стефанов са сценаристи на филма „Легенда за Паисий“.
Извършва педагогическа дейност. Преподава българистика и балканистика в Букурещкия, Белградския и Свободния университет на Западен Берлин. Води лекции във ВИИИ „Николай Павлович“, Шуменския университет и Югозападния университет „Неофит Рилски“.
Членува в различни български и международни организации. Сред тях са Съюза на българските писатели (до 1994), Сдружението на българските писатели и Международната асоциация на жените драматурзи.
Научните ѝ интереси са в областта на старобългарската и възрожденската литература, кирилометодиевистиката, балканистиката и културологията. Публикува студия и статии в тези области. Тя е старши научен сътрудник по балканистика и професор по възрожденска литература.

### От нея
- 1961 – „Знай своя род и език“
- 1962 – „Българкето още комиткето“
- 1963 – „Пробуждане“
- 1963 – „И го нарекоха Паисий“
- 1965 – „Кой е създал нашите букви“
- 1966 – „Климент Охридски. Разказ за него и враговете му“
- 1992 – „Балканският контекст на старобългарската писмена култура (VIII – XII век)“
- 2000 – „Отец Паисий – Патриарх на Българското възраждане“
- 2005 – „Старобългарската култура“

### За нея
- 2014 – „Култура, история, поезия. Надежда Драгова и Първан Стефанов в българската култура и наука. Сборник с изследвания“